# Стрелок (фильм, 1995)
«Стрелок» (англ. The Shooter) — художественный фильм в жанре боевика, поставленный режиссёром Тедом Котчеффом.

## Сюжет
В Нью-Йорке убивают посла Кубы. Майкл Дэйн, агент ЦРУ, прибывает в Прагу на американско-кубинскую встречу в верхах, чтобы предотвратить возможное покушение на глав двух государств.
Он выходит на наёмную убийцу Симону, которая, возможно, убила кубинского посла. После этого оказывается, что существует ещё какой-то наёмный убийца с похожим почерком.

## В ролях
| Актёр           | Роль            |
| --------------- | --------------- |
| Дольф Лундгрен  | Майкл Дэйн      |
| Марушка Детмерс | Симона Росс     |
| Ассумпта Серна  | Марта           |
| Гэвэн О’Херлихи | Дик О’Пауэлл    |
| Джон Эштон      | Алекс Рид       |
| Симон Андреу    | Альберто Торена |
| Пабло Скола     | Белгадо         |

## Производство
Первоначально основным местом действия фильма был выбран Париж, но в конце 1994 года создатели перенесли действие а Прагу.